# Satz von Bernstein-Doetsch
Der Satz von Bernstein-Doetsch ist ein Lehrsatz des mathematischen Teilgebiets der Analysis, der auf eine Arbeit der beiden Mathematiker Felix Bernstein und Gustav Doetsch aus dem Jahre 1915 zurückgeht. Der Satz gibt eine hinreichende Bedingung, unter der gewisse konvexe Funktionen des euklidischen Raums bereits stetig sind.

## Formulierung des Satzes
Der Satz von Bernstein-Doetsch lässt sich angeben wie folgt:
Sei {\displaystyle \Omega } eine konvexe und zugleich offene Teilmenge des {\displaystyle \mathbb {R} ^{n}\;(n\in \mathbb {N} )}.
Sei {\displaystyle f\colon \Omega \to \mathbb {R} } eine Jensen-konvexe Funktion, also eine reellwertige Funktion, welche der Bedingung
{\displaystyle f\left({\frac {x+y}{2}}\right)\leq {\frac {f(x)+f(y)}{2}}}
für alle {\displaystyle x,y\in \Omega } genügen möge.
Weiter gebe es mindestens einen Punkt {\displaystyle x_{0}\in \Omega } derart, dass für eine offene Umgebung {\displaystyle U(x_{0})\subseteq \Omega } die Einschränkung {\displaystyle f|_{U(x_{0})}} nach oben beschränkt sei.

Dann gilt:
{\displaystyle f} ist in jedem Punkt von {\displaystyle \Omega } stetig.

## Historische Anmerkung
Johan Ludwig Jensen hat schon im Jahre 1906 ein Vorläuferresultat zum Satz von Bernstein-Doetsch geliefert, indem er nämlich zeigte, dass der entsprechende Sachverhalt für konvexe Funktionen auf offenen reellen Intervallen gilt.

## Folgerungen
Der Satz von Bernstein-Doetsch zieht unmittelbar das folgende Korollar nach sich:
Eine auf einer offenen und konvexen Teilmenge des euklidischen Raums gegebene Jensen-konvexe Funktion ist entweder stetig oder in jedem Punkt unstetig.
Darüber hinaus gewinnt man mit dem Satz von Bernstein-Doetsch das folgende grundlegende Resultat, welches der polnische Mathematiker Marek Kuczma in seiner bekannten Monographie An Introduction to the Theory of Functional Equations and Inequalities als The basic theorem betitelt. Dieses besagt:
Ist {\displaystyle f\colon \Omega \to \mathbb {R} } eine reellwertige Funktion für eine konvexe offene Teilmenge {\displaystyle \Omega } des {\displaystyle \mathbb {R} ^{n}\;(n\in \mathbb {N} )},  so ist {\displaystyle f} sowohl Jensen-konvex als auch stetig genau dann,
wenn für je zwei Punkte {\displaystyle x,y\in \Omega } und jede reelle Zahl {\displaystyle \lambda \in [0,1]} stets die Ungleichung
{\displaystyle f\left(\lambda x+(1-\lambda )y\right)\leq \lambda f(x)+(1-\lambda )f(y)}
erfüllt ist.

## Die Sätze von Sierpiński und Fréchet
Auf den polnischen Mathematiker Wacław Sierpiński geht ein Satz zurück, dessen Fragestellung der des Satzes von Bernstein-Doetsch gleicht, wenngleich dessen Beweis auf anderen Methoden beruht. Er lautet:
Gegeben seien eine konvexe offene Teilmenge {\displaystyle \Omega } des {\displaystyle \mathbb {R} ^{n}\;(n\in \mathbb {N} )} und darauf eine Jensen-konvexe Funktion {\displaystyle f\colon \Omega \to \mathbb {R} }.
Dann gilt:
Ist {\displaystyle f} messbar, so ist {\displaystyle f} bereits stetig.
Der Satz von Sierpiński wiederum führt unmittelbar zu einem Satz, der für den Fall der Dimension {\displaystyle n=1} schon von dem französischen Mathematiker Maurice Fréchet im Jahre 1913 formuliert wurde:
Jede messbare additive Funktion {\displaystyle f\colon \mathbb {R} ^{n}\to \mathbb {R} } ist stetig.

## Verwandtes Resultat für normierte Räume
Zum Satz von Bernstein-Doetsch gibt es ein verwandtes Resultat, welches den Fall der konvexen reellwertigen Funktionen auf normierten Räumen behandelt. Es lässt sich folgendermaßen formulieren:
Gegeben seien ein normierter {\displaystyle \mathbb {R} }-Vektorraum {\displaystyle X} und darin eine konvexe offene Teilmenge  {\displaystyle \Omega \subseteq X} sowie eine konvexe reellwertige Funktion {\displaystyle f\colon \Omega \to \mathbb {R} }.

Dann sind die folgenden Aussagen gleichwertig:
 (a) {\displaystyle f} ist stetig.
 (b) {\displaystyle f} ist oberhalbstetig.
 (c) Es gibt eine nichtleere offene Teilmenge {\displaystyle U_{0}\subseteq \Omega } derart, dass {\displaystyle f|_{U_{0}}} nach oben beschränkt ist.
 (d) Es gibt  mindestens einen Punkt {\displaystyle x_{0}\in \Omega }, in dem {\displaystyle f} stetig ist.
Ist {\displaystyle X} darüber hinaus ein Banachraum, so sind sogar gleichwertig:
 (a') {\displaystyle f} ist stetig.
 (b') {\displaystyle f} ist oberhalbstetig.
 (c') {\displaystyle f} ist unterhalbstetig.